# Durgāpur (ort i Indien)
Durgāpur är en ort i Indien.   Den ligger i delstaten Maharashtra, i den centrala delen av landet, 1 000 km söder om huvudstaden New Delhi. Durgāpur ligger 205 meter över havet och antalet invånare är 18 561.
Terrängen runt Durgāpur är platt, och sluttar västerut. Runt Durgāpur är det tätbefolkat, med 383 invånare per kvadratkilometer. Närmaste större samhälle är Chandrapur, 6,1 km söder om Durgāpur. I omgivningarna runt Durgāpur växer huvudsakligen savannskog.